# Arnaud Malherbe (athlétisme)
Pour les articles homonymes, voir Arnaud Malherbe et Malherbe.
Arnaud Malherbe, né le 20 novembre 1972, est un athlète sud-africain, spécialiste du 400 mètres.
Son meilleur temps est de 44 s 59 réalisé en mars 1999 à Roodepoort.
Avec Jopie van Oudtshoorn, Hendrik Mokganyetsi et Adriaan Botha, il détient le record national du 4 × 400 m en 3 min 0 s 20, réalisé lors des Championnats du monde de 1999 à Séville, avec une médaille de bronze qui lui a été remise plus de 9 ans après, la disqualification d'Antonio Pettigrew ayant fait perdre l'or aux Américains.
Il participe à trois Jeux olympiques, sans dépasser à chaque fois l'étape des séries, en individuel ou en relais.

## Palmarès
| Année | Championnat            | Lieu                   | Résultat | Discipline            | Performance        |
| ----- | ---------------------- | ---------------------- | -------- | --------------------- | ------------------ |
| 1995  | Universiade            | Fukuoka, Japon         | 6e       | 400 m                 |                    |
| 1997  | Championnats du Monde  | Athènes, Grèce         | 5e       | relais 4×400 m        | 3 min 00 s 26 (NR) |
| 1998  | Jeux du Commonwealth   | Kuala Lumpur, Malaisie | 5e       | 400 m                 |                    |
| 1999  | Championnats du Monde  | Séville, Espagne       | 3e       | relais 4×400 m        | 3 min 00 s 20 (NR) |
| 1999  | Jeux africains         | Johannesbourg          | 2e       | Relais 4 × 400 mètres | 3 min 1 s 34       |
| 2002  | Jeux du Commonwealth   | Manchester, Angleterre | 4e       | relais 4×400 m        |                    |
| 2004  | Championnats d'Afrique | Brazzaville            | 3e       | Relais 4 x 400 mètres | 3 min 3 s 81       |